# Adrenaline Rush
Adrenaline Rush – trzeci studyjny album amerykańskiego rapera Twisty. Został wydany 24 czerwca, 1997 roku.

## Lista utworów
1. "Intro" – 2:04
2. "Adrenaline Rush" (feat. Yung Buk of Psycho Drama) – 3:43
3. "Death Before Dishonor" – 4:30
4. "It Feels So Good" – 6:08
5. "Overdose" – 4:16
6. "Mobster's Anthem" (feat. Liffy Stokes, Mayze) – 5:07
7. "Get Her in tha Mood" (skit) – 1:29
8. "Emotions" (feat. Johnny P) – 4:32
9. "Unsolved Mystery" – 4:45
10. "Korrupt World" (feat. Psyde of Psycho Drama) – 5:40
11. "Get It Wet" (feat. Miss Kane) – 4:03
12. "No Remorse" (feat. Malif, Mayzes, Turtle Banxx) – 4:32
13. "Emotions" (Remix) – 4:49

## Notowania singli
| Rok  | Utwór        | Notowanie         | Notowanie                        | Notowanie       | Notowanie |
| Rok  | Utwór        | Billboard Hot 100 | Hot R&B/Hip-Hop Singles & Tracks | Hot Rap Singles |           |
| 1997 | "Emotions"   | 101               | 50                               | 11              |           |
| 1997 | "Get It Wet" | 96                | 62                               | 12              |           |